# Remmarlövs församling
Remmarlövs församling var en församling i Lunds stift och i Eslövs kommun. Församlingen uppgick 1971 i Eslövs församling.

## Administrativ historik
Församlingen har medeltida ursprung.
Församlingen var till och med 1961 annexförsamling i pastoratet (Västra) Sallerup/Eslöv och Remmarlöv för att därefter från 1962 till och med 1970 vara annexförsamling i pastoratet Stora Harrie, Virke, Remmarlöv, Örtofta och Lilla Harrie. 1971 uppgick församlingen i Eslövs församling.

## Kyrkor
- Remmarlövs kyrka